# 노영희
노영희(盧英姬, 1968년 8월 15일~)는 대한민국의 변호사이다.

## 학력
- 1984년~1987년: 대원외국어고등학교
- 1987년~1991년: 덕성여자대학교 심리학 학사
- 1991년~1993년: 성균관대학교 대학원 인지심리학 석사
- 1994년~1997년: 성균관대학교 대학원 인지심리학 박사과정 수료
- 명지대학교 부동산대학원 사회과학 석사
- 강원대학교 대학원 부동산학과 사회과학 박사과정

### 비학위 수료
- 건국대학교 부동산대학원 최고경영자과정
- 고려대학교 정책대학원 부동산금융 CRO 과정
- 서울대학교 공과대학 미래융합 과정
- 건국대학교 행정대학원 주거환경정비 교육과정

## 경력
- 1994년 ~2003년: 성균관대학교 강사, 광운대학교 강사, 강릉대학교 강사, 덕성여자대학교 강사, 경희대학교 강사
- 2003년: 사법시험 45회 합격(사법연수원 35기 수료)
- 2007년~2013년 2월: 서울중앙지방법원 상근조정위원
- 2007년 7월: 법무부 법교육 인권강사
- 2009년~2011년 2월: 대한변호사협회 비상임이사
- 2011년 2월~2015년 2월: 대한변호사협회 대변인, 수석대변인
- 법무법인 <천일> 구성원변호사
- 2012년 2월~현재 한국여성변호사회 이사
- 2012년 2월~현재 서울지방변호사회 건설•부동산 커뮤니티 간사
- 2013년~현재 남북청소년교류연맹 고문변호사
- 2013년~현재 대한변호사협회 여성특별위원회 위원
- 2013년~2015년 2월 한국심리학회 고문변호사
- 2013년~2015년 한국임상심리학회 고문변호사
- 2014년 3월~2016년  대한변호사협회 조사 위원회 위원
- 2014년 3월~ 2016년  대한변호사협회 입법평가위원회 위원
- 2015년~헌재 서울동부지방법원 조정위원
- 개인정보보호위원회 법률자문
- 한국방송작가협회 교육원 전문반

## 방송 출연
- CBS 《김현정의 뉴스쇼》: '라디오 재판정' 코너
- 교통방송 《정봉주의 품격시대》,《김어준의 뉴스공장》
- JTBC 뉴스현장(월~금)
- 【MBN】아침엔 매일경제 (목)
- 【MBN】뉴스와이드 (월. 수, 금)
- 【MBC】 뉴스 M (수)
- YTN 뉴스Q(금)
- TV조선 뉴스 텐 (수)
- 【채널 A】뉴스특급, 정치데스크
- 기타 방송 다수 출연중
- YTN라디오 《노영희의 출발 새아침》 진행
- 2020년 7월 13일 MBN 뉴스와이드